# Lac de Bassia (Campbieil)
Le lac de Bassia est un lac pyrénéen français situé administrativement dans la commune de Gavarnie-Gèdre dans le département des Hautes-Pyrénées en région  Occitanie.
C’est un lac naturel qui a une superficie de 0,8 ha pour une altitude de 2 283 m, il atteint une profondeur de 5 m

## Géographie
Le lac est situé en vallée de Campbieil, dans le sud du département français des Hautes-Pyrénées dans le massif du Néouvielle.

Il est entouré de nombreux pics comme le Soum de la Hourquette (2 563 m), le Soum des Tours (2 879 m), le Port de Campbieil (2 596 m).

### Topographie
|                       | Montagne de Bassia              |                             |
| Montagne de Campbieil | lac de Bassia (Campbieil)       | Port de Campbieil (2 596 m) |
| Crête de Campbieil    | Soum de la Hourquette (2 563 m) | Soum des Tours (2 879 m)    |

### Hydrologie
Le lac a pour émissaire le ruisseau de Bassia affluent gauche du ruisseau de Campbieil.

### Climat

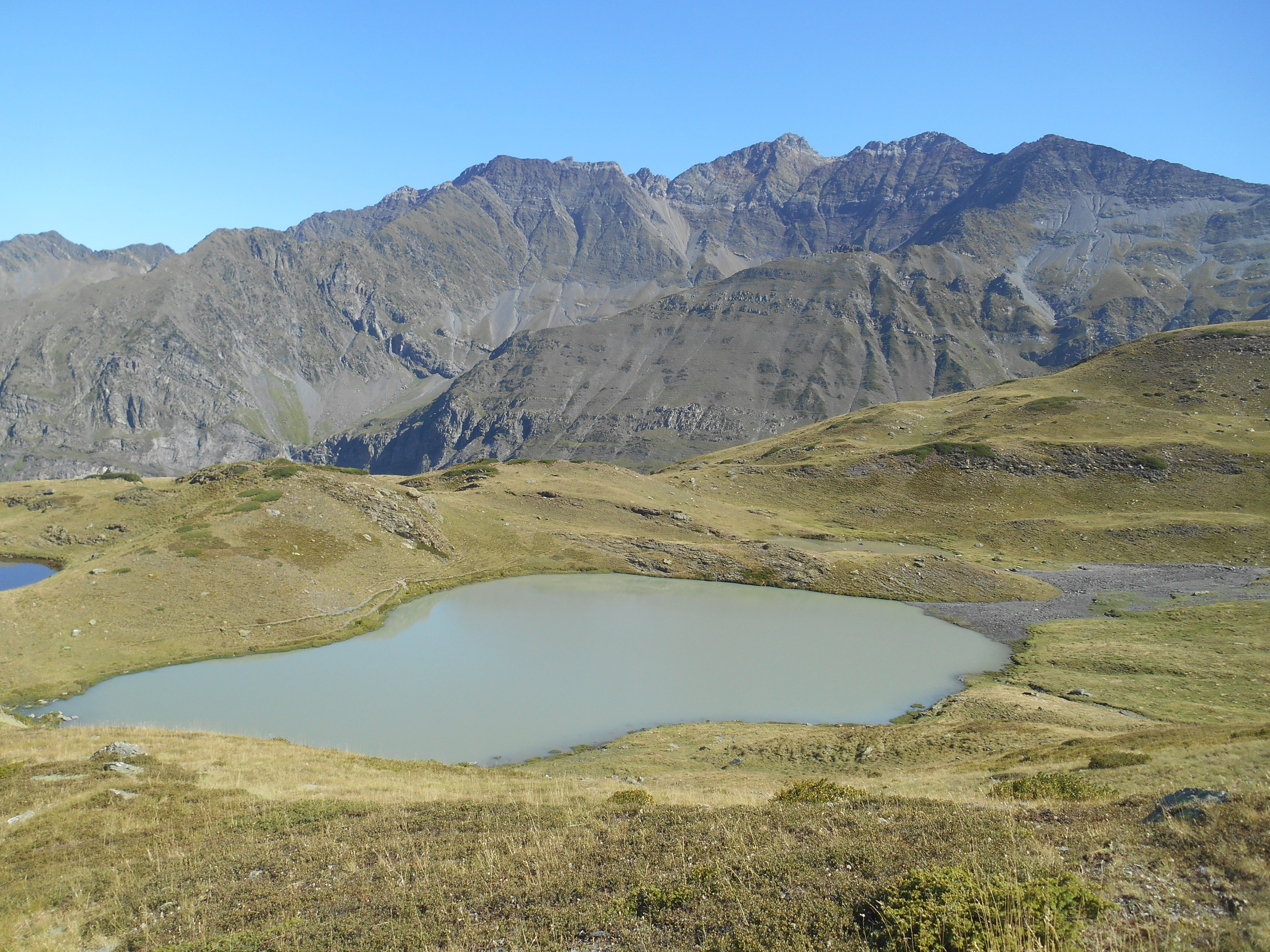
Lac de Bassia de Campbieil avec dans le fond, six sommets de 3000 m du Massif du Néouvielle.

## Protection environnementale
Le lac est situé dans le parc national des Pyrénées.
Le lac fait partie d'une zone naturelle protégée, classée ZNIEFF de type 1 : Montagnes de Campbieil et Barrada et vallon du Barrada et de type 2 : Haute vallée du gave de Pau : Vallées de Gèdre et Gavarnie.

## Voies d'accès
Le lac est accessible par le versant ouest en emprunta le sentier au départ du hameau de Gèdre-Dessus, soit en direct par les granges de Baserque, soit en boucle par les granges de Campbieil et la cabane de Sausset. D'autres sentiers par le versant est débouchent toutes par le Port de Campbieil. 